# After Party (película colombiana)
After Party es una película dramática colombiana de 2002 dirigida por Julio César Luna y Guillermo Rincón con guion de Ricardo Pachón y Juan Carlos Morales. Fue protagonizada por Camilo Sáenz, Ricardo Herrera, Lina Luna, Danilo Santos y Julio Medina.

## Sinopsis
La película muestra la turbulenta historia de Camilo y David, dos jóvenes sumidos en problemas sociales como el alcoholismo, el bisexualismo, la drogadicción y el homosexualismo. Fue grabada en vídeo digital y exhibida en cines en formato 35 milímetros.

## Reparto
- Camilo Sáenz
- Ricardo Herrera
- Lina Luna
- Danilo Santos
- Julio Medina